# Магомедов, Николай Михайлович
Магомедов Николай Михайлович (дарг. Мухlяммадхъала Халилла Кьурбан-МухIяммад; 16 июля 1947 года, Гапшима, Дагестанская АССР — 28 августа 1998 года, Самара, Самарская область) — советский и российский учёный: психолог, педагог и общественный деятель. Также профессор, доктор педагогических наук и заведующий кафедрой педагогики и психологии Самарского государственного университета. Являлся первым разработчиком методологии свободного воспитания, которая вообще не разрабатывалась в советской педагогике, так как была под запретом.

## Биография
Николай Михайлович Магомедов родился 16 июля 1947 года в Дагестане. По национальности даргинец. В 1957 году отец перевозит семью в Самару. В Самаре Николай идет в школу и учится там до 10 класса, после чего поступает в Самарское педагогическое училище. Какое-то время работает пионервожатым в школе. Сдав блестяще экзамены, поступает в педагогический институт. После армии устраивается на работу в Самарский государственный университет, защищает кандидатскую и докторскую диссертации по педагогике на тему «Методологические и социально-педагогические основы теории и практики свободного воспитания». В дальнейшем он занимает должность заведующего кафедрой педагогики и психологии Самарского государственного университета, становится профессором.

### Социальная деятельность
Николай Михайлович вместе со своими студентами посещал детские дома, организовал борьбу с наркоманией в Самаре. Он проводил работу с детьми-сиротами, ездил по приютам, бескорыстно помогал многим людям в решении их проблем. Магомедов писал злободневные публицистические статьи о политике, реформах в России, чеченской кампании, социальных проблемах, выступал против расизма, межнациональных распрь и т. п.

### Смерть
28 августа 1998 г. Николай Михайлович трагически погиб. Преступник ворвался к нему домой. Хозяин квартиры оказал ожесточенное сопротивление, но нападавший был вооружен и успел нанести 8 ножевых ранений, от чего выдающийся педагог скончался. Прибывшие по вызову соседей оперативники обнаружили в зале труп учёного.
Множество людей пришли попрощаться с Николаем Магомедовым в здание университета. Николай Магомедов похоронен в родовом селе Гапшима.

## Публикации
- Магомедов. Н. М. Педагогические проблемы повышения эффективности атеистического воспитания старшеклассников[7]
- Магомедов. Н. М. Методологические и социально-педагогические основы теории и практики свободного воспитания[8]
- Магомедов. Н. М. Неизвестная школа[9]
- Магомедов. Н. М. Воспитание без принуждения[10]
- Магомедов. Н. М. Творить в счастье[11]
- Магомедов. Н. М. Опыт построения модели системы профилактики молодежной наркомании в г. Муравленко[12]